# Мори
Вижте пояснителната страница за други значения на Мори.
Мори (още мари, нави, мавки, мрави) – в славянската митология, нечисти, лоши мъртъвци, неживи. Най-общо това са всички зли духове на умрели хора.
Хората които загинат от неестествена смърт (убити, самоубийци, жертви на нещастен случай) или приживе са извършили тежки престъпления и носят големи грехове, душите им не биват допускани до света на мъртвите Нав и остават в Яв (света на живите). Тук те непрестанно страдат и се превръщат в зли духове – вампири, върколаци и пр. – които излизат нощем и мъчат, тормозят и убиват хора. Някои мори носят главите си подръка, застават под прозорците и назовават по имена обитателите на къщата. Ако някой в просъница отговори на повикването, той скоро ще умре.